# Pseudochalcotheomima allardi
Pseudochalcotheomima allardi är en skalbaggsart som beskrevs av Franz Antoine 1990. Pseudochalcotheomima allardi ingår i släktet Pseudochalcotheomima och familjen Cetoniidae. Inga underarter finns listade i Catalogue of Life.